# Prima Categoria Lombardia 1962-1963
Il campionato di calcio di Prima Categoria 1962-1963 è stato il V livello del campionato italiano. A carattere regionale, fu il quarto campionato dilettantistico con questo nome dopo la riforma voluta da Zauli del 1958.
Questi sono i gironi organizzati della regione Lombardia. Per ridurre il campionato fu deciso di retrocedere tutte le squadre dal 12º posto in giù.

## Girone A

### Squadre partecipanti
| Squadra                 | Città (provincia)              | Stagione precedente |
| ----------------------- | ------------------------------ | ------------------- |
| S.S. Angelo Antonini    | Sarezzo (BS)                   |                     |
| S.S. Aurora Travagliato | Travagliato (BS)               |                     |
| U.S. Bagnolese          | Bagnolo Mella (BS)             |                     |
| A.C. Beretta            | Gardone Val Trompia (BS)       |                     |
| F.B.C. Chiari           | Chiari (BS)                    |                     |
| G.C. Clarense           | Chiari (BS)                    |                     |
| U.S. Coffea Virle       | Virle Treponti di Rezzato (BS) |                     |
| A.C. Crema              | Crema (CR)                     |                     |
| U.S. Darfo Boario       | Darfo Boario Terme (BS)        |                     |
| U.S. Desenzano          | Desenzano del Garda (BS)       |                     |
| G.S. Falck Vobarno      | Vobarno (BS)                   |                     |
| A.S. Orceana            | Orzinuovi (BS)                 |                     |
| U.S. Pro Palazzolo      | Palazzolo sull'Oglio (BS)      |                     |
| U.S. Sebinia            | Lovere (BG)                    |                     |
| U.S. Soresinese         | Soresina (CR)                  |                     |
| A.C. Toscolano Maderno  | Toscolano Maderno (BS)         |                     |

### Classifica finale
|  | Pos. | Squadra            | Pt | G  | V  | N  | P  | GF | GS | DR  |
|  | ---- | ------------------ | -- | -- | -- | -- | -- | -- | -- | --- |
|  | 1.   | Beretta Gardone    | 49 | 30 | 20 | 9  | 1  | 61 | 12 | +49 |
|  | 2.   | Aurora Travagliato | 43 | 30 | 18 | 7  | 5  | 50 | 16 | +34 |
|  | 3.   | Falck Vobarno      | 37 | 30 | 13 | 11 | 6  | 40 | 27 | +13 |
|  | 4.   | Crema              | 32 | 30 | 11 | 10 | 9  | 27 | 27 | 0   |
|  | 5.   | Angelo Antonini    | 32 | 30 | 11 | 10 | 9  | 37 | 36 | +1  |
|  | 6.   | Clarense           | 29 | 30 | 11 | 7  | 12 | 39 | 39 | 0   |
|  | 7.   | Desenzano          | 29 | 30 | 6  | 17 | 7  | 27 | 30 | -3  |
|  | 8.   | Toscolano Maderno  | 29 | 30 | 10 | 9  | 11 | 35 | 45 | -10 |
|  | 9.   | Coffea Virle       | 29 | 30 | 10 | 9  | 11 | 43 | 39 | +4  |
|  | 10.  | Darfo Boario       | 28 | 30 | 11 | 6  | 13 | 34 | 41 | -7  |
|  | 11.  | Chiari             | 28 | 30 | 11 | 6  | 13 | 31 | 33 | -2  |
|  | 12.  | Bagnolese          | 26 | 30 | 10 | 6  | 14 | 33 | 41 | -8  |
|  | 13.  | Orceana            | 25 | 30 | 8  | 9  | 13 | 34 | 41 | -7  |
|  | 14.  | Sebinia            | 24 | 30 | 8  | 8  | 14 | 32 | 44 | -12 |
|  | 15.  | Pro Palazzolo      | 21 | 30 | 8  | 5  | 17 | 27 | 53 | -26 |
|  | 16.  | Soresinese         | 19 | 30 | 5  | 9  | 16 | 26 | 52 | -26 |

Legenda:
      Ammesso alle finali.
      Retrocesso in Seconda Categoria.
Regolamento:
Due punti a vittoria, uno a pareggio, zero a sconfitta.

## Girone B

### Squadre partecipanti
| Squadra                | Città (provincia)          | Stagione precedente |
| ---------------------- | -------------------------- | ------------------- |
| F.B.C. Alzano          | Alzano Lombardo (BG)       |                     |
| U.S. Caravaggio C.S.I. | Caravaggio (BG)            |                     |
| A.C. Cassano           | Cassano d'Adda (MI)        |                     |
| A.S. Cernusco          | Cernusco sul Naviglio (MI) |                     |
| G.S. Concorezzese      | Concorezzo (MI)            |                     |
| A.S. Erminio Giana     | Gorgonzola (MI)            |                     |
| C.S. Falco             | Albino (BG)                |                     |
| U.S. Fulgor Canonica   | Canonica d'Adda (BG)       |                     |
| A.S.C. Leffe           | Leffe (BG)                 |                     |
| U.S. Melzo             | Melzo (MI)                 |                     |
| U.S. Nembrese David    | Nembro (BG)                |                     |
| A.S. Padernese         | Paderno d'Adda (CO)        |                     |
| U.S. Ponte San Pietro  | Ponte San Pietro (BG)      |                     |
| U.S. San Pellegrino    | San Pellegrino Terme (BG)  |                     |
| A.C. Villasanta        | Villasanta (MI)            |                     |
| U.S. Vimercatese       | Vimercate (MI)             |                     |

### Classifica finale
|  | Pos. | Squadra             | Pt       | G  | V  | N  | P  | GF | GS | DR  |
|  | ---- | ------------------- | -------- | -- | -- | -- | -- | -- | -- | --- |
|  | 1.   | Ponte San Pietro    | 44       | 28 | 18 | 8  | 2  | 56 | 14 | +42 |
|  | 2.   | San Pellegrino      | 38       | 28 | 14 | 10 | 4  | 54 | 32 | +22 |
|  | 3.   | Leffe               | 36       | 28 | 17 | 2  | 9  | 54 | 26 | +28 |
|  | 4.   | Fulgor Canonica     | 33       | 28 | 10 | 13 | 5  | 56 | 26 | +30 |
|  | 5.   | Concorezzese        | 32       | 28 | 11 | 10 | 7  | 35 | 29 | +6  |
|  | 6.   | Vimercatese         | 31       | 28 | 12 | 7  | 9  | 38 | 27 | +11 |
|  | 7.   | Alzano              | 29       | 28 | 12 | 5  | 11 | 39 | 27 | +12 |
|  | 8.   | Villasanta          | 28       | 28 | 11 | 6  | 11 | 33 | 43 | -10 |
|  | 9.   | Erminio Giana       | 25       | 28 | 9  | 7  | 12 | 30 | 35 | -5  |
|  | 10.  | Melzo               | 25       | 28 | 8  | 9  | 11 | 35 | 44 | -9  |
|  | 11.  | Caravaggio          | 24       | 28 | 7  | 10 | 11 | 23 | 30 | -7  |
|  | 12.  | Cernusco            | 23       | 28 | 8  | 7  | 13 | 35 | 45 | -10 |
|  | 13.  | Nembrese David (-1) | 19       | 28 | 9  | 2  | 17 | 38 | 56 | -18 |
|  | 14.  | Falco               | 16       | 28 | 5  | 6  | 17 | 22 | 50 | -28 |
|  | 15.  | Cassano             | 16       | 28 | 5  | 6  | 17 | 24 | 67 | -43 |
|  | --   | Padernese           | Ritirato |    |    |    |    |    |    |     |

Legenda:
      Ammesso alle finali.
      Retrocesso in Seconda Categoria.
      Ritirato dal campionato.
Regolamento:
Due punti a vittoria, uno a pareggio, zero a sconfitta.
Note:
Nembrese ha scontato 1 punto di penalizzazione in classifica per una rinuncia.

## Girone C

### Squadre partecipanti
| Squadra                  | Città (provincia)     | Stagione precedente |
| ------------------------ | --------------------- | ------------------- |
| U.S. Aurora Desio 1922   | Desio (MI)            |                     |
| U.S. Barlassina          | Barlassina (MI)       |                     |
| Pol. Biassonese          | Biassono (MI)         |                     |
| G.S. Bovisio Masciago    | Bovisio Masciago (MI) |                     |
| U.S. Caratese            | Carate Brianza (MI)   |                     |
| U.S. Casatese            | Casatenovo (CO)       |                     |
| A.C. Cedit Lurago d'Erba | Lurago Marinone (CO)  |                     |
| U.S. Chiavennese         | Chiavenna (SO)        |                     |
| S.S. Luciano Manara      | Barzanò (CO)          |                     |
| A.C. Meda 1913           | Meda (MI)             |                     |
| U.S. Morbegnese          | Morbegno (SO)         |                     |
| S.S. Pro Lissone         | Lissone (MI)          |                     |
| A.C. Renate              | Renate (MI)           |                     |
| S.C. Rilsan Snia         | Cesano Maderno (MI)   |                     |
| A.S. Seveso              | Seveso (MI)           |                     |
| A.S. Vis Nova            | Giussano (MI)         |                     |

### Classifica finale
|  | Pos. | Squadra             | Pt | G  | V  | N  | P  | GF | GS | DR |
|  | ---- | ------------------- | -- | -- | -- | -- | -- | -- | -- | -- |
|  | 1.   | Luciano Manara      | 43 | 30 | 17 | 9  | 4  | 43 | 22 |    |
|  | 2.   | Casatese            | 43 | 30 | 16 | 11 | 3  | 57 | 26 |    |
|  | 3.   | Vis Nova            | 43 | 30 | 17 | 9  | 4  | 45 | 19 |    |
|  | 4.   | Caratese            | 39 | 30 | 17 | 5  | 8  | 51 | 32 |    |
|  | 5.   | Morbegnese          | 35 | 30 | 13 | 9  | 8  | 34 | 25 |    |
|  | 6.   | Pro Lissone         | 32 | 30 | 13 | 6  | 11 | 45 | 41 |    |
|  | 6.   | Rilsan Snia (-1)    | 32 | 30 | 11 | 11 | 8  | 32 | 26 |    |
|  | 8.   | Bovisio Masciago    | 30 | 30 | 11 | 8  | 11 | 34 | 34 |    |
|  | 9.   | Biassonese          | 29 | 30 | 10 | 9  | 11 | 34 | 41 |    |
|  | 10.  | Aurora Desio        | 28 | 30 | 7  | 14 | 9  | 30 | 31 |    |
|  | 11.  | Cedit Lurago d'Erba | 25 | 30 | 6  | 13 | 11 | 27 | 34 |    |
|  | 12.  | Renate              | 23 | 30 | 9  | 5  | 16 | 29 | 52 |    |
|  | 13.  | Chiavennese         | 21 | 30 | 6  | 9  | 15 | 35 | 52 |    |
|  | 14.  | Barlassina (-1)     | 20 | 30 | 6  | 9  | 15 | 29 | 45 |    |
|  | 15.  | Seveso              | 20 | 30 | 7  | 6  | 17 | 28 | 47 |    |
|  | 16.  | Meda                | 15 | 30 | 4  | 7  | 19 | 30 | 56 |    |

Legenda:
      Ammesso alle finali.
      Retrocesso in Seconda Categoria.
Regolamento:
Due punti a vittoria, uno a pareggio, zero a sconfitta.
Note:
Barlassina ha scontato 1 punto di penalizzazione in classifica per una rinuncia.

## Girone D

### Squadre partecipanti
| Squadra                | Città (provincia)           | Stagione precedente |
| ---------------------- | --------------------------- | ------------------- |
| S.C. Antoniana         | Busto Arsizio (VA)          |                     |
| U.S. Arnatese          | Arnate di Gallarate (VA)    |                     |
| G.S. Astro             | Olgiate Comasco (CO)        |                     |
| U.S. Cardanese         | Cardano al Campo (VA)       |                     |
| G.S. Carlo Mocchetti   | San Vittore Olona (MI)      |                     |
| U.S. Caronnese         | Caronno Pertusella (VA)     |                     |
| U.S. Cassanesi         | Cassano Magnago (VA)        |                     |
| S.S. Gerenzanese       | Gerenzano (VA)              |                     |
| A.C. Induno Sportiva   | Induno Olona (VA)           |                     |
| F.B.C. Laveno Mombello | Laveno Mombello (VA)        |                     |
| F.B.C. Luino           | Luino (VA)                  |                     |
| A.C. Parabiago         | Parabiago (MI)              |                     |
| F.C. Rhodense          | Rho (MI)                    |                     |
| U.S.O. Robecchettese   | Robecchetto con Induno (MI) |                     |
| G.S. Salus et Virtus   | Turate (CO)                 |                     |
| S.S. Sommese           | Somma Lombardo (VA)         |                     |

### Classifica finale
|  | Pos. | Squadra            | Pt | G  | V  | N  | P  | GF | GS | DR  |
|  | ---- | ------------------ | -- | -- | -- | -- | -- | -- | -- | --- |
|  | 1.   | Parabiago          | 43 | 30 | 16 | 11 | 3  | 67 | 15 | +52 |
|  | 2.   | Sommese            | 43 | 30 | 18 | 7  | 5  | 71 | 23 | +48 |
|  | 3.   | Caronnese          | 41 | 30 | 14 | 13 | 3  | 40 | 22 | +18 |
|  | 4.   | Induno Sportiva    | 41 | 30 | 17 | 7  | 6  | 58 | 39 | +19 |
|  | 5.   | Antoniana          | 38 | 30 | 14 | 10 | 6  | 37 | 36 | +1  |
|  | 6.   | Carlo Mocchetti    | 36 | 30 | 11 | 14 | 5  | 41 | 38 | +3  |
|  | 7.   | Cardanese          | 33 | 30 | 10 | 13 | 7  | 38 | 42 | -4  |
|  | 8.   | Luino              | 32 | 30 | 11 | 10 | 9  | 32 | 37 | -5  |
|  | 9.   | Laveno             | 29 | 30 | 8  | 13 | 9  | 27 | 27 | 0   |
|  | 10.  | Rhodense           | 28 | 30 | 8  | 12 | 10 | 33 | 35 | -2  |
|  | 11.  | Cassanesi          | 26 | 30 | 8  | 10 | 12 | 38 | 40 | -2  |
|  | 12.  | Astro              | 23 | 30 | 9  | 5  | 16 | 31 | 39 | -8  |
|  | 13.  | Arnatese           | 22 | 30 | 5  | 12 | 13 | 36 | 58 | -22 |
|  | 14.  | Salus et Virtus    | 19 | 30 | 5  | 9  | 16 | 21 | 48 | -27 |
|  | 15.  | Gerenzanese        | 17 | 30 | 3  | 11 | 16 | 19 | 56 | -37 |
|  | 16.  | Robecchettese (-3) | 6  | 30 | 0  | 9  | 21 | 29 | 63 | -34 |

Legenda:
      Ammesso alle finali.
      Retrocesso in Seconda Categoria.
Regolamento:
Due punti a vittoria, uno a pareggio, zero a sconfitta.
Note:
Robecchettese ha scontato 3 punti di penalizzazione in classifica per tre rinunce.

### Spareggio per il primo posto in classifica
|           | Risultato |         | Luogo e data        |
| --------- | --------- | ------- | ------------------- |
| Parabiago | 1 - 0     | Sommese | Como, 5 maggio 1963 |
|           |           |         |                     |

## Girone E

### Squadre partecipanti
| Squadra                      | Città (provincia)         | Stagione precedente |
| ---------------------------- | ------------------------- | ------------------- |
| C.R.A.L. A.T.M.              | Milano                    |                     |
| G.S. Banco Ambrosiano        | Milano                    |                     |
| U.S. Bollatese               | Bollate (MI)              |                     |
| Centro Sociale Cooperativo   | Cusano Milanino (MI)      |                     |
| A.S.C. Cinisello             | Cinisello Balsamo (MI)    |                     |
| F.B.C. Corbetta              | Corbetta (MI)             |                     |
| U.S. Corsico                 | Corsico (MI)              |                     |
| D.A. Innocenti               | Milano                    |                     |
| S.S. La Benvenuta            | Bollate (MI)              |                     |
| A.S. Magenta                 | Magenta (MI)              |                     |
| U.S. Melegnanese             | Melegnano (MI)            |                     |
| Pol. Motori Condor Concordia | Robecco sul Naviglio (MI) |                     |
| A.S. Pejo Lorenteggio        | Milano                    |                     |
| U.S. Pro Cinisello           | Cinisello Balsamo (MI)    |                     |
| A.C. Pro Sesto               | Sesto San Giovanni (MI)   |                     |
| A.S. Speranza Siltal         | Abbiategrasso (MI)        |                     |

### Classifica finale
|  | Pos. | Squadra                    | Pt | G  | V  | N  | P  | GF | GS | DR  |
|  | ---- | -------------------------- | -- | -- | -- | -- | -- | -- | -- | --- |
|  | 1.   | Cinisello                  | 49 | 30 | 22 | 5  | 3  | 59 | 23 | +36 |
|  | 2.   | Melegnanese                | 44 | 30 | 18 | 8  | 4  | 43 | 23 | +20 |
|  | 3.   | Pro Sesto                  | 43 | 30 | 19 | 5  | 6  | 58 | 29 | +29 |
|  | 4.   | Banco Ambrosiano           | 36 | 30 | 16 | 4  | 10 | 49 | 30 | +19 |
|  | 4.   | Pro Cinisello              | 36 | 30 | 16 | 4  | 10 | 46 | 34 | +12 |
|  | 6.   | Corbetta                   | 34 | 30 | 14 | 6  | 10 | 50 | 41 | +9  |
|  | 7.   | Innocenti                  | 32 | 30 | 11 | 10 | 9  | 52 | 47 | +5  |
|  | 8.   | Centro Sociale Cooperativo | 30 | 30 | 10 | 10 | 10 | 51 | 41 | +10 |
|  | 8.   | Corsico                    | 30 | 30 | 10 | 10 | 10 | 32 | 30 | +2  |
|  | 10.  | Magenta                    | 26 | 30 | 9  | 8  | 13 | 38 | 36 | +2  |
|  | 10.  | Bollatese                  | 26 | 30 | 11 | 4  | 15 | 42 | 57 | -15 |
|  | 12.  | Motori Condor Concordia    | 24 | 30 | 6  | 12 | 12 | 39 | 47 | -8  |
|  | 13.  | La Benvenuta               | 22 | 30 | 6  | 10 | 14 | 37 | 57 | -20 |
|  | 14.  | Speranza Siltal            | 20 | 30 | 8  | 4  | 18 | 33 | 45 | -12 |
|  | 14.  | A.T.M.                     | 20 | 30 | 7  | 6  | 17 | 26 | 55 | -29 |
|  | 16.  | Pejo Lorenteggio           | 8  | 30 | 3  | 2  | 25 | 20 | 80 | -60 |

Legenda:
      Ammesso alle finali.
      Retrocesso in Seconda Categoria.
Regolamento:
Due punti a vittoria, uno a pareggio, zero a sconfitta.

## Girone F

### Squadre partecipanti
| Squadra                      | Città (provincia)          | Stagione precedente |
| ---------------------------- | -------------------------- | ------------------- |
| F.B.C. Belgioioso Constantes | Belgioioso (PV)            |                     |
| A.S. Bettola                 | Bettola (PC)               |                     |
| F.B.C. Casteggio             | Casteggio (PV)             |                     |
| U.S. Castellana              | Castel San Giovanni (PC)   |                     |
| A.C. Codogno                 | Codogno (MI)               |                     |
| G.S. Cortemaggiorese         | Cortemaggiore (PC)         |                     |
| U.S. Fiorenzuola             | Fiorenzuola d'Arda (PC)    |                     |
| A.C. Gambolò                 | Gambolò (PV)               |                     |
| S.S. Garlasco                | Garlasco (PV)              |                     |
| U.S. Monticellese            | Monticelli d'Ongina (PC)   |                     |
| G.S. Philco                  | Robbio (PV)                |                     |
| U.S. Pontenurese             | Pontenure (PC)             |                     |
| U.S. Pontolliese             | Ponte dell'Olio (PC)       |                     |
| U.S. Sanmartinese            | San Martino in Strada (MI) |                     |
| S.G. Stradellina Primavera   | Stradella (PV)             |                     |
| U.S. Virtus                  | Maleo (MI)                 |                     |

### Classifica finale
|  | Pos. | Squadra               | Pt       | G  | V  | N  | P  | GF | GS | DR  |
|  | ---- | --------------------- | -------- | -- | -- | -- | -- | -- | -- | --- |
|  | 1.   | Pontolliese           | 43       | 28 | 19 | 5  | 4  | 45 | 19 | +26 |
|  | 2.   | Stradellina Primavera | 39       | 28 | 16 | 7  | 5  | 46 | 22 | +24 |
|  | 3.   | Codogno               | 32       | 28 | 12 | 8  | 8  | 46 | 30 | +16 |
|  | 4.   | Bettola               | 31       | 28 | 12 | 7  | 9  | 40 | 39 | +1  |
|  | 5.   | Castellana            | 30       | 28 | 7  | 16 | 5  | 38 | 31 | +7  |
|  | 6.   | Garlasco              | 30       | 28 | 11 | 8  | 9  | 36 | 41 | -5  |
|  | 7.   | Fiorenzuola           | 29       | 28 | 9  | 11 | 8  | 37 | 27 | +10 |
|  | 8.   | Cortemaggiorese       | 28       | 28 | 9  | 10 | 9  | 36 | 43 | -7  |
|  | 9.   | Pontenurese           | 27       | 28 | 10 | 7  | 11 | 46 | 40 | +6  |
|  | 10.  | Belgioioso Constantes | 27       | 28 | 8  | 11 | 9  | 35 | 33 | +2  |
|  | 11.  | Philco                | 26       | 28 | 8  | 10 | 10 | 27 | 31 | -4  |
|  | 12.  | Casteggio             | 26       | 28 | 8  | 10 | 10 | 29 | 32 | -3  |
|  | 13.  | Gambolò               | 25       | 28 | 7  | 11 | 10 | 36 | 36 | 0   |
|  | 14.  | Virtus Maleo (-1)     | 16       | 28 | 3  | 11 | 14 | 21 | 53 | -32 |
|  | 15.  | Monticellese          | 10       | 28 | 2  | 6  | 20 | 22 | 60 | -38 |
|  | --   | Sanmartinese          | Ritirato |    |    |    |    |    |    |     |

Legenda:
      Ammesso alle finali.
      Retrocesso in Seconda Categoria.
      Ritirato dal campionato.
Regolamento:
Due punti a vittoria, uno a pareggio, zero a sconfitta.
Note:
Virtus Maleo ha scontato 1 punto di penalizzazione in classifica per una rinuncia.

### Giornali
- Archivio della Gazzetta dello Sport, stagione 1962-1963, consultabile presso le Biblioteche:
  - Biblioteca Nazionale Braidense di Milano;
  - Biblioteca Nazionale Centrale di Firenze;
  - Biblioteca Nazionale Centrale di Roma;
  - Biblioteca Civica Berio di Genova;
  - e presso Emeroteca del C.O.N.I. di Roma (non è online ma è da consultare in sede).

### Libri
- Annuario F.I.G.C. 1962-1963, Roma (1963) conservato presso:
  - tutti i Comitati Regionali F.I.G.C.-L.N.D.;
  - la Lega Nazionale Professionisti;
  - la Biblioteca Nazionale Centrale di Firenze;
  - la Biblioteca Nazionale Centrale di Roma;
- Francesco Ottone, Tutti gli uomini del pallone - F.C. Laveno Mombello 50° di fondazione (1947-1997).
- Pietro Serina, La Sebinia - Un secolo della nostra storia, Castenedolo, Stampato da Stilgraf, settembre 2000,  p. 108.
- Pietro Serina, Bergamo in Campo - 1905-1994: il nostro calcio, i suoi numeri, Zanica (BG), L'Impronta, 1995.